# Oppens
Oppens é uma comuna da Suíça, situada no distrito de Gros-de-Vaud, no cantão de Vaud. Tem 3,6 km² de área e sua população em 2018 foi estimada em 197 habitantes.